# Cellariidae
Cellariidae é uma família de briozoários pertencentes à ordem Cheilostomatida.
Géneros:
- Acerinucleus Brown, 1958
- Atelestozoum Harmer, 1926
- Cellaria Ellis & Solander, 1786
- Cellariaeforma Rogick, 1956
- Cryptostomaria Canu & Bassler, 1927
- Dimorphocellaria Voigt, 1930
- Dubiocellaria d'Hondt & Schopf, 1985
- Erinella Canu & Bassler, 1927
- Escharicellaria Voigt, 1924
- Euginoma Jullien, 1882
- Formosocellaria d'Hondt, 1981
- Hemistylus Voigt, 1928
- Henrimilnella D'Hondt & Gordon, 1999
- Melicerita Milne Edwards, 1836
- Mesostomaria Canu & Bassler, 1927
- Paracellaria Moyano, 1969
- Smitticellaria Gordon & Taylor, 1999
- Steginocellaria David & Pouyet, 1986
- Stomhypselosaria Canu & Bassler, 1927
- Swanomia Hayward & Thorpe, 1989
- Syringotrema Harmer, 1926